# بوعادل
بوعادل هي قرية مغربية شمال المملكة. تنتمي بوعادل لإقليم تاونات الجبلي. تضم هذه الجماعة مجموعة من الدواوير القروية وتزخر بمؤلات طبيعية غاية في الجمال حيث يقصدها الزوار من جميع ربع المملكة وحتى من خارج البلاد وخاصة في فصل الصيف يقصدون المنبع المعروف وطنيا وهذه القرية تضم 13.691 نسمة (إحصاء 2004).

## دواوير الجماعة
- دوار الظهير